# Kladenský vikariát
Kladenský vikariát je územní část pražské arcidiecéze. Tvoří ji 6 římskokatolických farností.

## Farnosti vikariátu
| Farnost                                  | Správce                                                     | Další duchovní ve farnosti | Farní kostel            |
| ---------------------------------------- | ----------------------------------------------------------- | --- | ----------------------- |
| Slaný                                    | P. Mgr. Jan Poříz OCD, administrátor in spiritualibus       | Mgr. Ing. Václav Boháč, jáhen, administrátor in materialibus, P. Mgr. Jaroslav Suroviak OCD, rektor klášterního kostela Nejsvětější Trojice                                                                   | sv. Gotharda            |
| Smečno                                   | R.D. JCLic. Mgr. Mikuláš Uličný, MBA, administrátor         | | Nejsvětější Trojice     |
| u kostela Nanebevzetí Panny Marie Kladno | R.D. Mgr. Martin Chleborád, administrátor                   | R.D. Mgr. Jiří Neliba, výpomocný duchovní, em. farář • R.D. doc. Josef Hřebík Th.D., S.S.L., výpomocný duchovní • R.D. Jan Píška, farní vikář • Mgr. Ing. Václav Slavíček, jáhenská služba, katechetická mise | Nanebevzetí Panny Marie |
| u kostela sv. Václava Kladno-Rozdělov    | R.D. Jaroslav Kučera, farář                                 | Mgr. Jarmil Klanc, jáhenská služba | sv. Václava             |
| Unhošť                                   | P. ThDr. Gabriel Rijad Mulamuhič Ph.D. O.Cr., administrátor | P. Jan Maria Vianney Jan Dohnal OFM, rektor klášterní kaple Navštívení Panny Marie, Červený Újezd | sv. Petra a Pavla       |
| Zlonice                                  | R. D. Cyril Kubánek, administrátor                          | Mgr. Pavla Čandrlová DiS., pastorační asistentka | Nanebevzetí Panny Marie |